# Robert II d’Artois
Robert II Szlachetny (ur. 1250, zm. 11 lipca 1302) – hrabia Artois od 1250 roku, syn Roberta I i Matyldy Brabanckiej, ojciec Mahaut d'Artois.

## Pochodzenie
Urodził się w 1250 roku jako jedyny syn Roberta I z dynastii Kapetyngów, królewicza francuskiego i hrabiego Artois i Matyldy, księżniczki brabanckiej. Jego dziadkami byli król Francji Ludwik Lew oraz książę Brabancji Henryk II.  Robert był pogrobowcem - jego ojciec zginął w lutym 1250 roku w Egipcie podczas VI wyprawy krzyżowej. Robert miał siostrę, królową Nawarry Blankę d'Artois.

## Małżeństwa
W 1262 poślubił Amicie de Courtenay, spokrewnioną z władcami Konstantynopola (jej ojciec był kuzynem cesarzy łacińskich Roberta i Baldwina II). Żona wniosła mu w posagu kasztelanię Conches (część Normandii). Owdowiał w 1275 roku. 
W 1277 roku później poślubił Agnieszkę de Dampierre, dziedziczkę Burbonii, której córka z pierwszego małżeństwa była żoną Roberta z Clermont. Agnieszka zmarła w 1288 roku.
W 1298 roku poślubił Małgorzatę z Hainaut (zm. 1342), córkę Jana II, hrabiego Hainaut.

## Śmierć
Robert II był doświadczonym żołnierzem, w 1297 pokonał Flamandów, w bitwie pod Furnes. W lipcu 1302 znowu został wysłany do Flandrii, gdzie zaczął pustoszyć wsie i usiłował podbić miasto Kortrijk. W decydującej bitwie pod Courtrai jego piechota pokonała Flamandów, ale Robert odwołał ją, aby zrobiła miejsce jeździe, która miała wykonać widowiskową, finałową szarżę. Jednak jeźdźcy nie mogli pokonać bagnistego terenu, a tym bardziej przerwać szyków swoich wrogów - wpadli w pułapkę i zostali zmasakrowani. Robert poprowadził rezerwy podczas drugiej szarży, ale podobnie jak za pierwszy razem, wszyscy zostali wybici przez Flamandów. Robert II zginął.

## Dziedzictwo
Po jego śmierci jego jedyna córka Mahaut została hrabiną Artois ignorując roszczenia swego bratanka Roberta. W 1309 roku spór o prawa do Artois zakończył król Francji Filip Piękny, który potwierdził prawa hrabiny do dziedzictwa po swoim ojcu. Swoją mocną pozycję na dworze królewskim Mahaut zawdzięcza również małżeństwom swoich córek Joanny i Blanki z młodszymi synami Filipa Pięknego i Joanny I (siostrzenicy Roberta). W praktyce konflikt o Artois pomiędzy córką i wnukiem Roberta zakończył się dopiero z chwilą śmierci hrabiny w listopadzie 1329 roku. 

## Potomstwo[1]
Z pierwszą żoną miał trójkę dzieci:
- Mahaut d’Artois (1268–1329), hrabinę Artois i para Francji, matkę królowych Francji i Nawarry Joanny Burgundzkiej i Blanki Burgundzkiej,
- Filipa d’Artois (1269–1298), ojca Roberta, pretendenta do hrabstwa Artois,
- Roberta (zmarłego w dzieciństwie).